# Divize B 1978/1979
V soubojích 14. ročníku České divize B 1978/79 se utkalo 14 týmů dvoukolovým systémem podzim – jaro. Tento ročník fotbalové soutěže začal v srpnu 1978 a skončil v červnu 1979.

## Nové týmy v sezoně 1978/79
Z 3. ligy – sk. A 1977/78 sestoupilo do Divize B mužstvo TJ Baník Sokolov. Z krajských přeborů ročníku 1977/78 postoupila vítězná mužstva TJ Sepap Štětí ze Severočeského krajského přeboru a TJ Aritma Praha z Pražského přeboru. Také sem byla přeřazena mužstva TJ Slavia Karlovy Vary, VTJ Karlovy Vary a TJ Spartak Chodov z Divize A a TJ Slavoj Vyšehrad, TJ Meteor Praha 8 a TJ Uhelné sklady Praha z Divize C.

## Výsledná tabulka
| Poř. | Tým                           | Z  | V  | R  | P  | VG | OG | B  |
| ---- | ----------------------------- | -- | -- | -- | -- | -- | -- | -- |
| 1.   | TJ Vagonka Česká Lípa         | 30 | 17 | 6  | 7  | 46 | 29 | 40 |
| 2.   | TJ Meteor Praha 8             | 30 | 13 | 11 | 6  | 60 | 53 | 37 |
| 3.   | TJ Sepap Štětí                | 30 | 13 | 10 | 7  | 59 | 51 | 36 |
| 4.   | TJ Baník Sokolov              | 30 | 15 | 5  | 10 | 50 | 46 | 35 |
| 5.   | TJ Slavia Karlovy Vary        | 30 | 14 | 4  | 12 | 42 | 36 | 32 |
| 6.   | VTJ Karlovy Vary              | 30 | 12 | 8  | 10 | 35 | 32 | 32 |
| 7.   | TJ Spartak Roudnice nad Labem | 30 | 13 | 5  | 12 | 43 | 40 | 31 |
| 8.   | TJ Slavoj Vyšehrad            | 30 | 11 | 7  | 12 | 48 | 46 | 29 |
| 9.   | TJ Baník Most                 | 30 | 11 | 7  | 12 | 39 | 37 | 29 |
| 10.  | TJ Chemička Ústí nad Labem    | 30 | 12 | 5  | 13 | 34 | 35 | 29 |
| 11.  | TJ SEPAP Jílové               | 30 | 8  | 12 | 10 | 31 | 35 | 28 |
| 12.  | TJ CHZ Litvínov               | 30 | 11 | 5  | 14 | 36 | 38 | 27 |
| 13.  | TJ Kaučuk Kralupy nad Vltavou | 30 | 10 | 6  | 14 | 46 | 42 | 26 |
| 14.  | TJ Uhelné sklady Praha        | 30 | 7  | 9  | 14 | 24 |    | 23 |
| 15.  | TJ Aritma Praha               | 30 | 8  | 6  | 16 | 29 | 51 | 22 |
| 16.  | TJ Spartak Chodov             | 30 | 7  | 7  | 16 | 22 | 41 | 21 |

Poznámky:
- Z = Odehrané zápasy; V = Vítězství; R = Remízy; P = Prohry; VG = Vstřelené góly; OG = Obdržené góly; B = Body

|  | Postup do 2. ligy – sk. A 1979/80                |
|  | Sestup do příslušného oblastního přeboru 1979/80 |